# الأسرة المصرية العشرون
الأسرة العشرون هي الأسرة الثالثة والأخيرة في فترة المملكة المصرية الحديثة ، أسسها الملك ست نخت وحكمت لمدة 117 سنة (حوالي عام 1186 قبل الميلاد وحتى عام 1069 أو 1077 قبل الميلاد). 
كان أغلب ملوك هذه الأسرة يحملون اسم رمسيس ابتداءاً من الثالث وحتى الحادي عشر، مما جعلها تسمى بأسرة الرعامسة. بعد سقوط الأسرة التاسعة عشر بوفاة الملكة تاوسرت دخلت مصر في دوامة الحرب الأهلية حتى استطاع الملك ست نخت السيطرة على زمام الامور مرة أخرى وحكم من بعده مجموعة من الملوك الذين حاربوا قبائل الليبيين وشعوب البحر مثل الملك رمسيس الثالث الذي تعرض لحادثة اغتيال شهيرة عرفت باسم مؤامرة الحريم، والملك رمسيس السادس الذي بنى واحدة من اروع مقابر في وادي الملوك ، والملك رمسيس التاسع الذي وقع في عهده حادث سرقات المقابر.

## ملوك الأسرة العشرون
| الاسم            | الصورة | اسم التتويج                                          | فترة الحكم            | مكان الدفن | الزوجة               |
| ---------------- | ------ | ---------------------------------------------------- | --------------------- | ---------- | -------------------- |
| ست نخت           |        | Userkhaure-setepenre                                 | 1186 ق.م. – 1183 ق.م. | مقبرة 14   | تيي مرن إسي          |
| رمسيس الثالث     |        | Usermaatre-Meryamun                                  | 1183 ق.م. – 1152 ق.م. | مقبرة 11   | إست تاحمجرت تيتي تيي |
| رمسيس الرابع     |        | Usermaatre Setepenamun, later Heqamaatre Setepenamun | 1152 ق.م. – 1146 ق.م. | مقبرة 2    | دوات إنت أوبت        |
| رمسيس الخامس     |        | Usermaatre Sekheperenre                              | 1146 ق.م. – 1142 ق.م. | مقبرة 9    | حنوت وعتي تاورت تنرو |
| رمسيس السادس     |        | Nebmaatre Meryamun                                   | 1142 ق.م. – 1134 ق.م. | مقبرة 9    | نوب خسبد             |
| رمسيس السابع     |        | Usermaatre Setepenre Meryamun                        | 1134 ق.م. – 1129 ق.م. | مقبرة 1    |                      |
| رمسيس الثامن     |        | Usermaatre-Akhenamun                                 | 1129 ق.م. – 1125 ق.م. |            |                      |
| رمسيس التاسع     |        | Neferkare Setepenre                                  | 1125 ق.م. – 1107 ق.م. | مقبرة 6    | باكت ورنر            |
| رمسيس العاشر     |        | Khepermaatre Setepenre                               | 1107 ق.م. – 1103 ق.م. | مقبرة 18   | تيتي                 |
| رمسيس الحادي عشر |        | Menmaatre Setpenptah                                 | 1103 ق.م. – 1072 ق.م. | مقبرة 4    | تنت آمون             |

## معرض صور

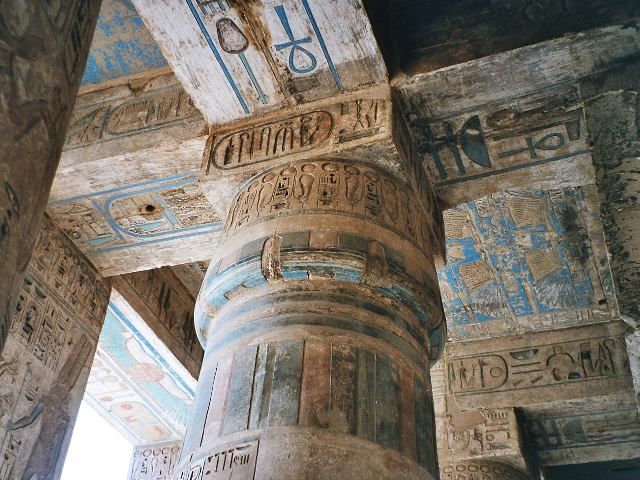
معبد رمسيس الثالث في مدينة هابو
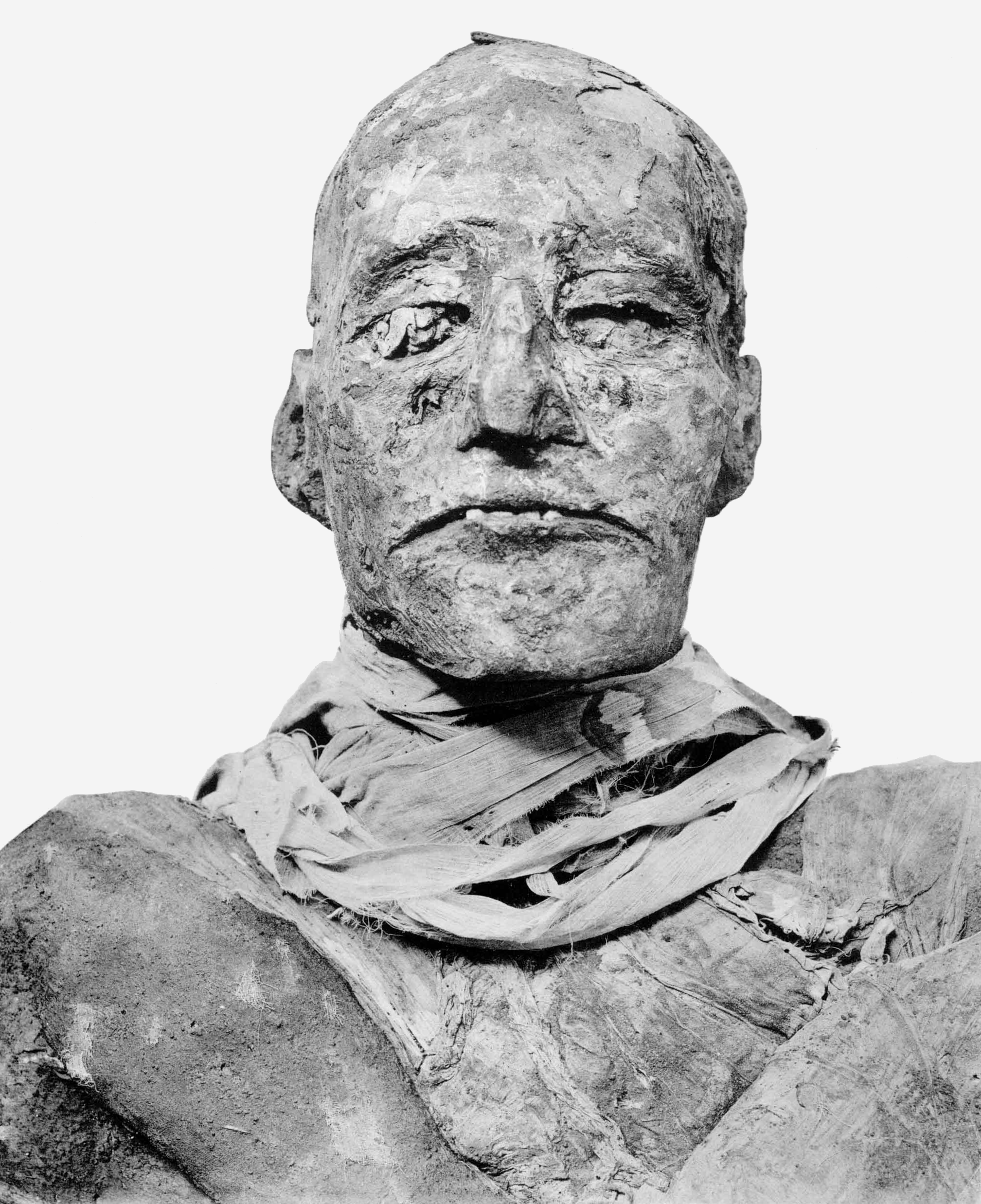
مومياء الملك رمسيس الثالث